# Olympische Jugend-Winterspiele 2012/Teilnehmer (San Marino)
| Gelbes Symbol für Goldmedaillen mit stilisierten Olympischen Ringen | Graues Symbol für Silbermedaillen mit stilisierten Olympischen Ringen | Braundes Symbol für Bronzemedaillen mit stilisierten Olympischen Ringen |
| ------------------------------------------------------------------- | --------------------------------------------------------------------- | ----------------------------------------------------------------------- |
| —                                                                   | —                                                                     | —                                                                       |

San Marino nahm an den Olympischen Jugend-Winterspiele 2012 in Innsbruck mit einem Athleten in einer Sportart teil.

## Sportarten

### Ski Alpin
| Athleten            | Wettbewerb   | Durchgang 1 | Durchgang 2 | Gesamt      | Gesamt |
| Athleten            | Wettbewerb   | Zeit        | Zeit        | Zeit        | Rang   |
| ------------------- | ------------ | ----------- | ----------- | ----------- | ------ |
| Jungen              |              |             |             |             |        |
| Vincenzo Michelotti | Slalom       | 48,67 s     | DNF         | -           | -      |
| Vincenzo Michelotti | Riesenslalom | 1:11,34 min | 1:01,44 min | 2:12,78 min | 36     |